# John West Wells
Pour les articles homonymes, voir John Wells (homonymie) et Wells.
John West Wells est un paléontologue américain, né le 15 juillet 1907 à Philadelphie et mort le 12 janvier 1994 à Ithaca (État de New York).

## Biographie
Il passe sa jeunesse à Homer (New York) et commence des études de médecine à l’université de Pittsburgh. Il les interrompt pour s’orienter vers la chimie. C’est durant ses cours de géologie qu’il commence à se passionner pour cette discipline, notamment sous l’influence de son professeur Henry Leighton (1884-1963). Il reçoit son Bachelor of Sciences en 1928. Il obtient un poste à l’université du Texas comme instructeur en géologie. Il commence à s’intéresser également à la paléontologie. Il obtient son Master of Arts à l’université Cornell en 1930. Il poursuit par un doctorat sous la direction de Gilbert Dennison Harris (1864-1952). Il se marie avec une étudiante en géologie, Elizabeth Baker en 1932. Après l’obtention de son doctorat l’année suivante, une bourse lui permet d’étudier les collections du musée d'histoire naturelle de Londres, à l'époque appelé officiellement British Museum (Natural History), du Muséum national d'histoire naturelle à Paris et du musée d'histoire naturelle de Berlin. À son retour aux États-Unis d'Amérique, il entreprend une collaboration avec Thomas Wayland Vaughan (1870-1952) de Washington qui aboutira à la publication en 1943 d’une révision des Scleractinia. Il part en 1938 pour l’université d'État de l'Ohio et où il commence à s’intéresser à l’histoire de la géologie. En 1948, il part pour Cornell où il achèvera sa carrière.

## Liste partielle des publications
- 1933 : Corals of the Cretaceous of the Atlantic and Gulf coastal plains and western interior of the United States (Ithaca).
- 1937 : Some fossil corals form the West Indies (Washington).
- 1943 : avec Thomas Wayland Vaughan (1870-1952) Revision of the suborders, families, and genera of the Scleractinia (The Society, New York).
- 1943 : avec Henry Liddell (1811-1898) et Gilbert Dennison Harris (1864-1952) The Rio Cachiri section in the Sierra de Perija, Venezuela (Paleontological research institution, Ithaca, N.Y.)
- 1945 : West Indian Eocene and Miocene corals (The Society, New York).
- 1955 : Recent and subfossil corals of Moreton Bay, Queensland (University of Queensland Press, Brisbane).
- 1963 : Early investigations of the Devonian system in New York, 1656-1836 (Geological Society of America, New York).

## Source
- (en) Biographie de la National Academy of Sciences